# حارة مدينة صوفان (صنعاء)

تعديل مصدري - تعديل

حارة مدينة صوفان هي إحدى حارات حي الحصبة الشمالية بمديرية الثورة إحد مديريات العاصمة اليمنية صنعاء، بلغ تعداد سكانها 1078 نسمة حسب تعداد اليمن لعام 2004.